# 24 a.C.
24 a.C. foi um ano bissexto do século I a.C. que durou 366 dias. De acordo com o Calendário Juliano, o ano teve início numa quarta-feira e terminou a uma quinta-feira. as suas letras dominicais foram E e D.
| Ano completo                           |
| -------------------------------------- |
| Ano bissexto com início à quarta-feira |

## Eventos
- 189a olimpíada: Asclepíades de Sidom, vencedor do estádio.[1]
- Caio César Otaviano, pela décima vez, e Caio Norbano Flaco, cônsules romanos.[2]
- 29o Jubileu.[3]

### Roma
- Augusto, ao iniciar seu décimo consulado, em 1 de janeiro, faz o Senado o autorizar a cumprir sua promessa, de dar 400 sestércios a todo habitante de Roma. O Senado dá a Augusto plenos poderes.[3]

### Judeia
- Herodes envia 50.000 homens, que ele havia alimentado nos tempos de fome, para a colheita. Herodes, por sua diligência, conseguiu restaurar o reino, que estava em ruínas, e ainda ajudou seus vizinhos.[3]
- Herodes constroi dois palácios no Monte Sião, um deles com o nome de César e o outro com o nome de Agripa, que eram maiores que o Templo de Jerusalém.[3]

### Arábia
- Augusto envia Élio Galo, o terceiro governador romano do Egito, para submeter os árabes, cujo rei era Obodes.[3]
- Élio Galo atravessa o Mar Vermelho com 10.000 soldados romanos e seus aliados, inclusive 500 judeus (que haviam sido fornecidos por Herodes) e 1000 nabateus sob Syllaeus.[3]
- Obodes era um rei preguiçoso, e havia entregue o governo a Syllaeus. Este prometeu guiar Élio Galo, mas o levou por caminhos tortuosos. Quando Élio Galo chega a Album, no território dos nabateus, seu exército está sofrendo de doença, e ele tem que passar o verão e o inverno para se recuperar.[3]

### Síria
- Zenodoro, que controlava as regiões de Traconítida, Bataneia e Auranítida, se une aos que viviam nas cavernas e pilhavam os damascenos. Estes pedem ajuda a Varo, governador da Síria, que ataca Zenodoro e toma seus territórios.[3]